# 港東通
港東通（こうとうどおり）は、愛知県名古屋市南区の地名。現行行政地名は港東通1丁目及び港東通2丁目。住居表示未実施。

## 地理
名古屋市南区西部に位置する。西は港区、南は宝生町・北頭町、北は加福本通・西又兵ヱ町・東又兵ヱ町に接する。

## 歴史

### 町名の由来
名古屋港から東へ通じる主要道路があることに由来するという。

### 沿革
- 1955年（昭和30年）3月25日 - 南区本星崎町の一部により、同区港東通として成立する[1]。
- 1960年（昭和35年）3月30日 - 笠寺町の一部を編入する[1]。
- 1961年（昭和36年）3月28日 - 笠寺町・本星崎町の各一部を編入する[1]。

## 世帯数と人口
2019年（平成31年）4月1日現在の世帯数と人口は以下の通りである。
| 町丁   | 世帯数  | 人口  |
| ------ | ------- | ----- |
| 港東通 | 161世帯 | 283人 |

### 人口の変遷
国勢調査による人口の推移
| 2000年（平成12年） | 289人 | [ WEB 6 ] |  |
| 2005年（平成17年） | 282人 | [ WEB 7 ] |  |
| 2010年（平成22年） | 271人 | [ WEB 8 ] |  |
| 2015年（平成27年） | 287人 | [ WEB 9 ] |  |

## 学区
市立小・中学校に通う場合、学校等は以下の通りとなる。また、公立高等学校に通う場合の学区は以下の通りとなる。なお、小学校は学校選択制度を導入しておらず、番毎で各学校に指定されている。
| 小学校                                  | 中学校               | 高等学校 |
| --------------------------------------- | -------------------- | -------- |
| 名古屋市立大生小学校 名古屋市立宝小学校 | 名古屋市立南光中学校 | 尾張学区 |

## 交通
- 愛知県道55号名古屋半田線（環状線）[2]

## 施設
- 臨済宗妙心寺派大法寺[2]
- 大江幼稚園[2]
- 名古屋銀行大江支店[2]
- バロー港東通店

- 大法寺（2016年5月）
- 大江幼稚園（2016年5月）

## その他

### 日本郵便
- 郵便番号 : 457-0834[WEB 3]（集配局：名古屋南郵便局[WEB 12]）。

### WEB
1. 1 2  “愛知県名古屋市南区の町丁・字一覧”.   人口統計ラボ. 2017年10月7日閲覧。
2. 1 2  “町・丁目(大字)別、年齢(10歳階級)別公簿人口(全市・区別)”.   名古屋市 (2019年4月22日). 2019年4月23日閲覧。
3. 1 2  “郵便番号”.  日本郵便. 2019年3月17日閲覧。
4. ↑  “市外局番の一覧”.   総務省. 2019年1月6日閲覧。
5. ↑  名古屋市役所市民経済局地域振興部住民課町名表示係 (2015年10月21日). “南区の町名一覧”.   名古屋市. 2017年10月7日閲覧。
6. ↑  名古屋市役所総務局企画部統計課統計係 (2005年7月1日). “（刊行物）名古屋の町(大字)・丁目別人口 (平成12年国勢調査) 南区” (XLS). 2017年10月8日閲覧。
7. ↑  名古屋市役所総務局企画部統計課統計係 (2007年6月29日). “平成17年国勢調査　名古屋の町(大字)別・年齢別人口 南区” (XLS). 2017年10月8日閲覧。
8. ↑  名古屋市役所総務局企画部統計課統計係 (2012年6月29日). “平成22年国勢調査　名古屋の町(大字)別・年齢別人口 南区” (XLS). 2017年10月8日閲覧。
9. ↑  名古屋市役所総務局企画部統計課統計係 (2017年7月7日). “平成27年国勢調査　名古屋の町(大字)別・年齢別人口” (XLS). 2017年10月8日閲覧。
10. ↑  “市立小・中学校の通学区域一覧”.   名古屋市 (2018年11月10日). 2019年1月14日閲覧。
11. ↑  “平成29年度以降の愛知県公立高等学校（全日制課程）入学者選抜における通学区域並びに群及びグループ分け案について”.   愛知県教育委員会 (2015年2月16日). 2019年1月14日閲覧。
12. ↑  “郵便番号簿 2018年度版” (PDF).   日本郵便. 2019年4月23日閲覧。

### 文献
1. 1 2 3 4  名古屋市計画局 1992, p. 854.
2. 1 2 3 4 5 6  「角川日本地名大辞典」編纂委員会 1989, p. 1540.

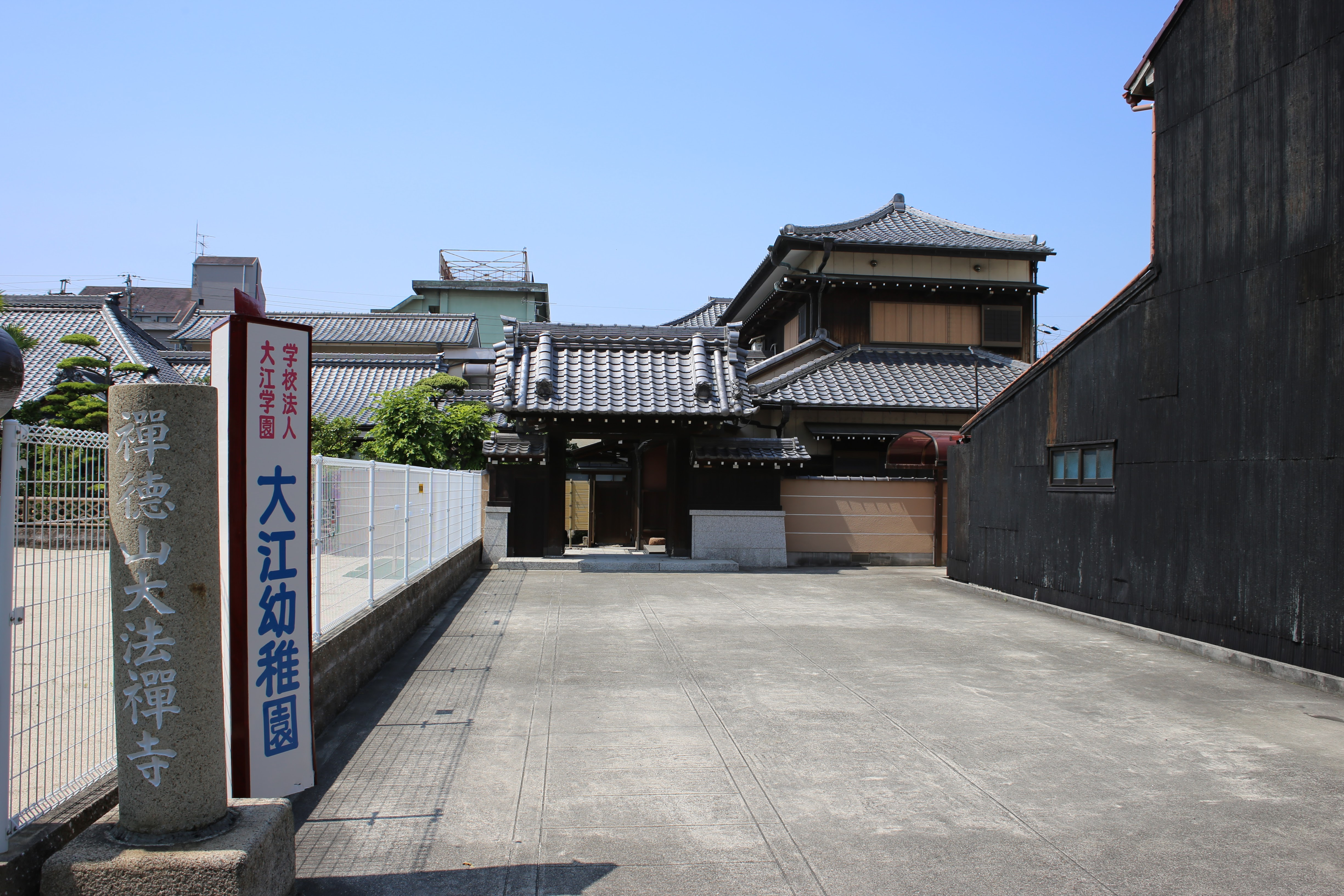
大法寺（2016年5月）
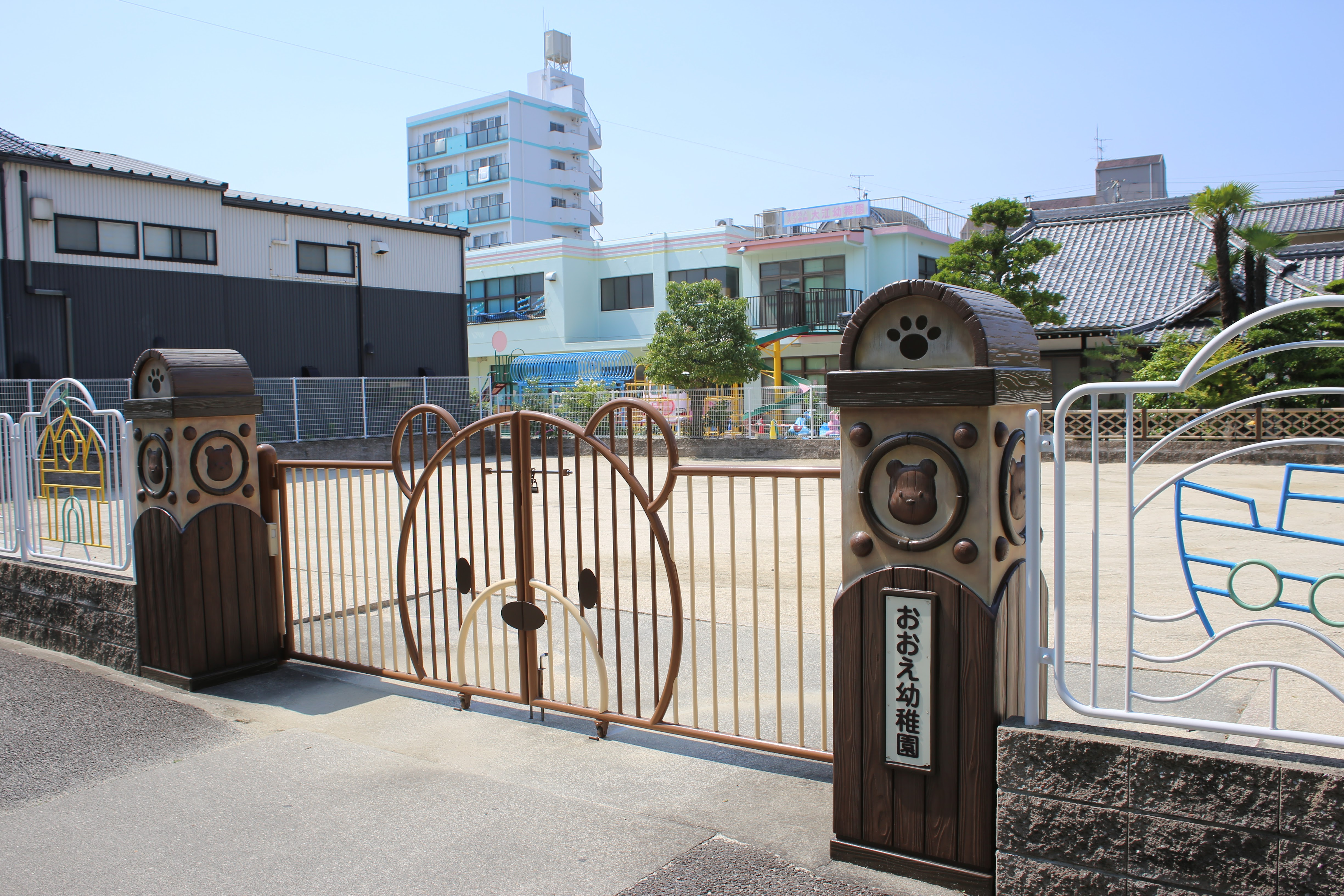
大江幼稚園（2016年5月）

3. ↑  名古屋市計画局 1992, p. 563.